# Peștera Apocalipsei
Peștera Apocalipsei (în greacă Σπήλαιο Αποκάλυψης, pronunțat [sp'ileo.apok'alipsis]) este situată aproximativ în partea medie a muntelui pe insula Patmos din Marea Egee, de-a lungul drumului dintre satele Chóra și Skala. Această grotă marchează locul unde Sfântul Ioan de Patmos a primit viziunile sale pe care le-a consemnat în Cartea Apocalipsei. A devenit o locație de pelerinaj creștin și este recunoscută ca Biserică Ortodoxă Greacă până în prezent. În 1999, UNESCO a declarat peștera un loc de Patrimoniu Mondial împreună cu Mănăstirea Sfântul Ioan Teologul (care se află în cel mai înalt punct al insulei), fiind unul dintre cele mai sacre locuri ale creștinismului.